# Альбуфера (соус)

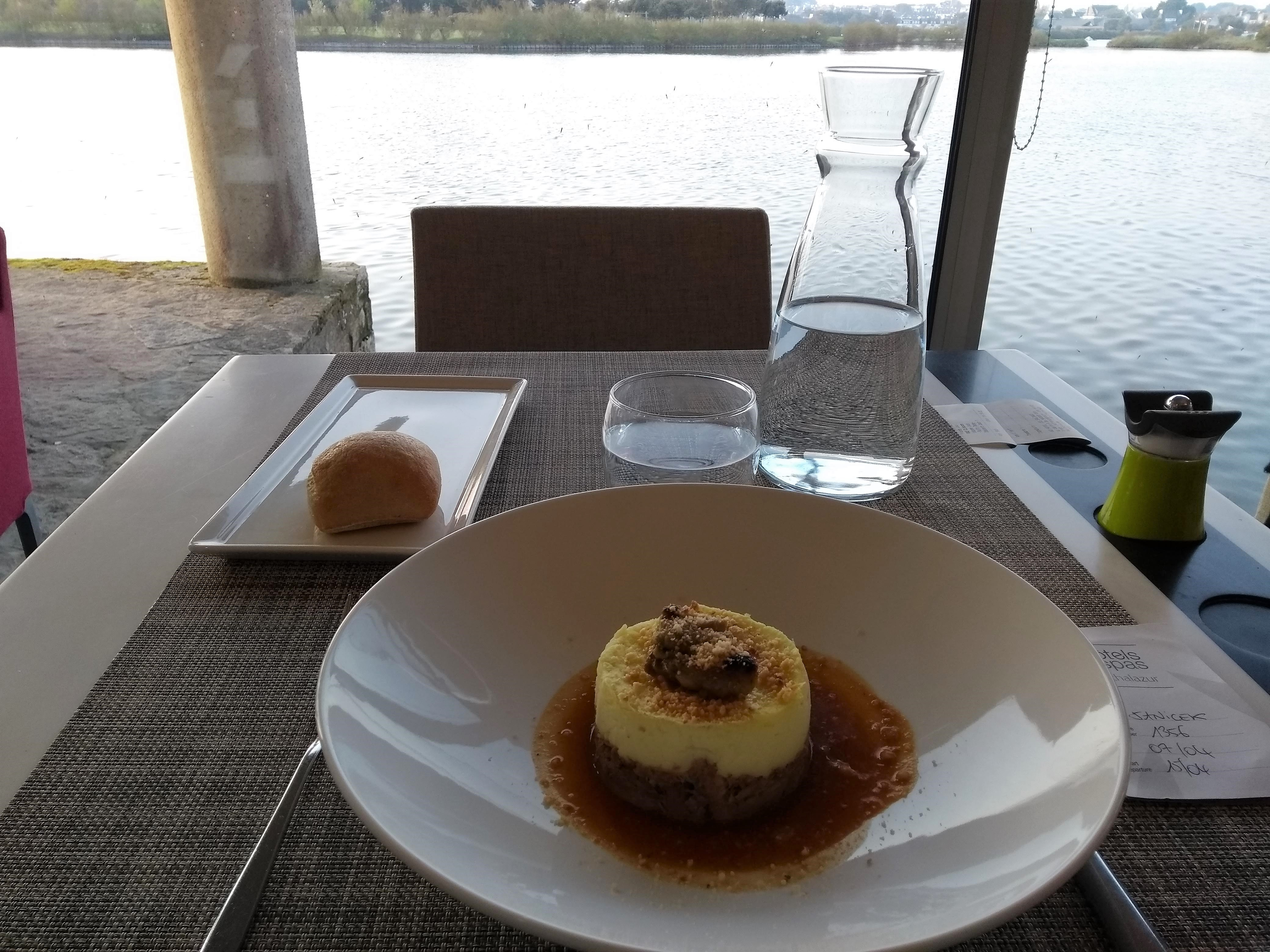
Парментье с утиным конфи под соусом альбуфера

Альбуфе́ра (фр. sauce Albuféra) — составной светлый соус французской кухни для отварных и жареных блюд из мяса птицы, названный в честь генерала наполеоновской армии, герцога Альбуферы Луи Габриэля Сюше. Самое известное блюдо, к которому подают соус альбуфера, — пулярка альбуфера.
Соус альбуфера готовят на основе соуса сюпрем, который приправляют мясным экстрактом или сгущенным бульоном и маслом паприка.